# دندان‌ماهی پاتاگونیا
دندان‌ماهی پاتاگونیا (نام علمی: Dissostichus eleginoides) نام یک گونه از تیره یخ‌ماهیان روغنی است.